# 普雷西揚嶺

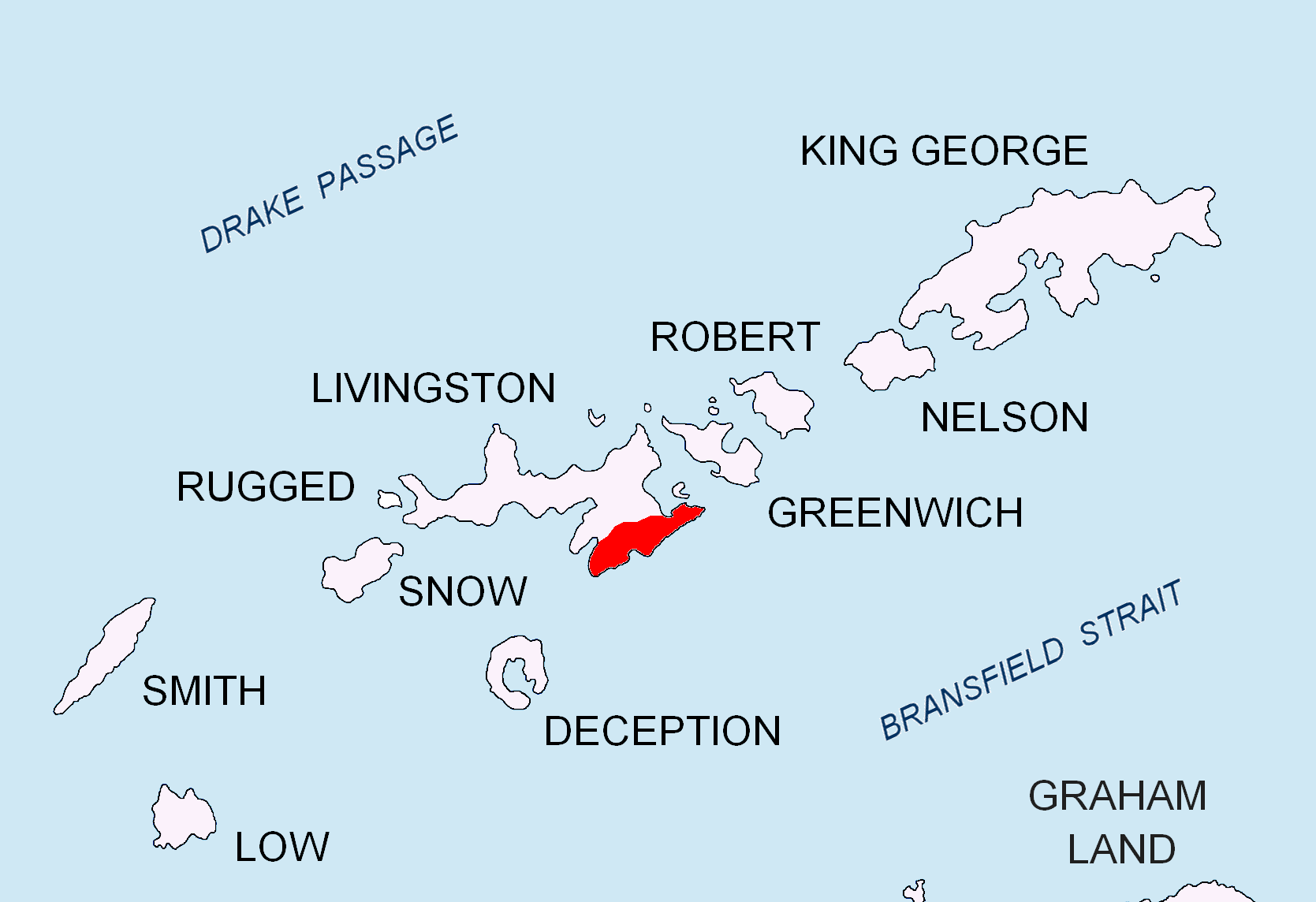

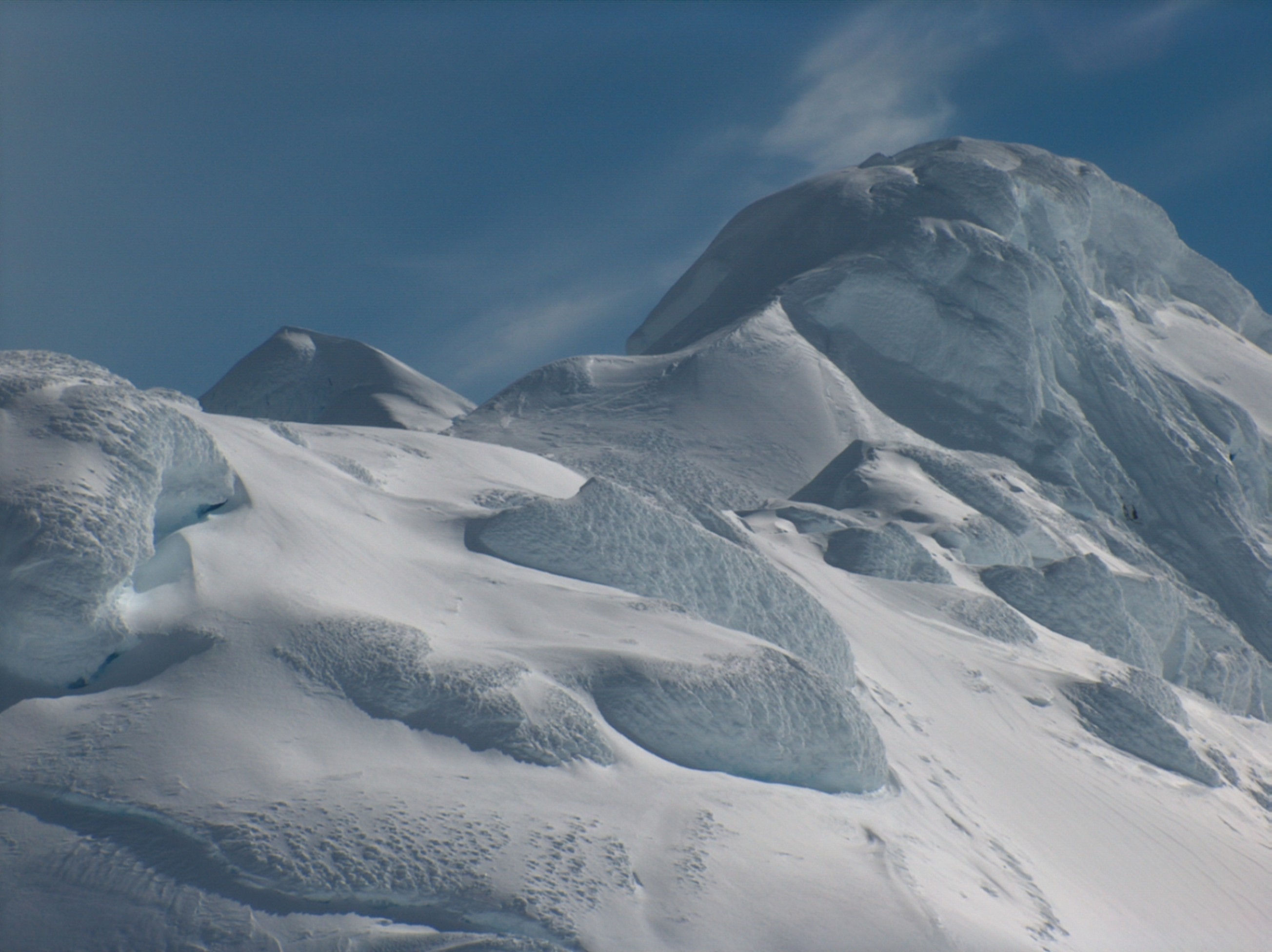

普雷西揚嶺（英語：Presian Ridge）是南極洲的山嶺，位於南設得蘭群島的利文斯頓島東部，屬於騰格里山脈中弗里斯蘭嶺的一部分，全長0.95公里，最高點海拔高度1,456米。

## 外部連結
- SCAR Composite Antarctic Gazetteer（页面存档备份，存于）.

62°40′03.8″S 60°09′55.3″W / 62.667722°S 60.165361°W